# Medienbruch
Ein Medienbruch entsteht in der Informationsverarbeitung, wenn in der Übertragungskette eines Prozesses Daten/Informationen von einem auf ein weiteres/anderes Informationsmedium übertragen werden (müssen). 
Dies kann zum Beispiel durch manuelles Erfassen (Eintippen) von vorher in Vordrucken eingetragenen Angaben geschehen. Medienbrüche verlangsamen Beschaffungs- oder Verarbeitungsprozesse für Daten, Information und Inhalte, mindern i. d. R. deren Qualität und können in der Informationskette zu Übermittlungsfehlern führen.
So wird beispielsweise ein Geschäftsprozess unterbrochen, wenn Daten in einer anderen Form weitergereicht werden müssen als sie empfangen wurden. Ein gutes Beispiel dafür sind Bestellformulare von Versandhäusern, die handschriftlich vom Besteller ausgefüllt werden und dann beim Lieferanten manuell oder teilweise automatisiert in die Auftragsabwicklung überführt werden müssen. Ein weiteres Beispiel für einen Medienbruch stellt das Ausdrucken einer Mail dar, um deren Inhalte manuell in einen anderen Rechner oder ein anderes Computerprogramm einzugeben.
Im Rahmen des E-Business strebt man an, Medienbrüche durch Integration der Geschäftsfunktionen entlang der Wertschöpfungskette zu vermeiden. Dadurch sollen Transaktionskosten reduziert werden, um so das Unternehmen wettbewerbsfähiger zu machen.
Medienbruchfreiheit ist auch eines der Hauptziele von E-Government, um die Effizienz der öffentlichen Verwaltung zu erhöhen.

## Virtualisierung
Die gewohnte klassische Handhabung von Medien wird durch die Einführung elektronischer Speicher und den Abruf der Speicherinhalte über Bildschirme virtualisiert. Der Entfall klassischer Medien wurde vielfach prognostiziert, was aber durch die aktuellen Entwicklungen vollständig widerlegt ist. Es findet nämlich fortlaufend ein Ersatz bekannter Medien, wie zuerst des Lochstreifen, der Diskette und der CD durch neue Entwicklungen statt. 
Dabei werden bekannte Medienbrüche aufgehoben, aber teilweise durch neue Medienbrüche ersetzt. Diese Entwicklung wird sich in vielfältiger Ausprägung stets wiederholen. Einige physische Medien bleiben jeweils bestehen, wie beispielsweise das Papier und der Bildschirm.

## Konvergenz in der Kommunikationstechnik
Besonderes Interesse gilt der Ablösung der historisch nacheinander entstandenen Gerätevielfalt für Kommunikationsfunktionen in der mobilen Kommunikation und damit der Beseitigung unnötiger Medienbrüche.
So gibt es einen funktionalen Zusammenhang der Handlungen eines Benutzers mit verschiedenen Geräten, wie beispielsweise 
- Mobiltelefon
- Tablet-PC
- Notebook
- Desktop-Computer
- Funkmeldeempfänger
- Security-Token
- Schlüsselbund
- Ausweiskarte
- Geldkarte
- usw.

Ziel einer konvergenten Kommunikationsstrategie ist die Zusammenfassung der Funktionen in Geräten mit auf die jeweilige Handlung zugeschnittener Anzeigekapazität und möglichst geringem Gewicht.
Solche Konvergenz wird durch die Abkehr von den klassischen Kommunikationsnetzen Festnetz und LAN hin zu WLAN erreicht. Die bestehende Dualität der Standards der ITU und der IETF sowie verschiedener Industriekonsortien für drahtlose Kommunikation führt langfristig zu diesem Ziel.

## Medienbrüche als Sicherheitselement
Beispielsweise in der Sicherheitstechnik werden Medienbrüche zum Teil absichtlich angewendet, um das Sicherheitsniveau anzuheben. Die klassischen Szenarien der Angriffe gegen Sicherheitssysteme sind in internationalen Standards beschrieben. Eine Verbesserung der Sicherheit wird immer dann erreicht, wenn der Angriff auf mehrere Medien (mindestens zwei) oder auf mehrere Geräte gleichzeitig erfolgen müsste.

### Virtueller Medienbruch durch verschiedene benutzte Kanäle
So gibt es Banken, die die für einen Internet-Banking-Auftrag erforderliche Transaktionsnummer per SMS (Mobil-Funk) an den Nutzer übermitteln. Die hierbei verwendete Mehrfaktor-Authentifizierung über Internet und Mobilfunk-Netz mit zwei oder mehr Sicherheitsfaktoren – und manueller Eingabe der per SMS erhaltenen PIN – ist als besonders sicher anzusehen.

### Physischer Medienbruch durch verschiedene beteiligte Geräte
Eine weitere Steigerung der Sicherheit gegen Attacken kann durch Aufteilung der Sicherungsfunktionen auf zwei Geräte, beispielsweise ein Mobiltelefon und ein Security-Token, erreicht werden. Dann ist auch der physikalische Zusammenhang als Sicherheitsfaktor anwendbar. Die hierbei verwendete Mehrfaktor-Authentifizierung mit einer Abstandsschätzung zwischen den Geräten mit zwei oder mehr Sicherheitsfaktoren ist als besonders einfach zu überblicken und damit zusätzlich gesichert anzusehen.